# الجمعية الوطنية (أرتساخ)
الجمعية الوطنية لجمهورية أرتساخ (الأرمينية : Արցախի Հանրապետության Ազգային ժողով) هي الفرع التشريعي لحكومة جمهورية أرتساخ.
تم وضع خطط لنقل الجمعية الوطنية من ستيباناكيرت إلى شوشا في 9 مايو 2022 للاحتفال بالذكرى الثلاثين للسيطرة على شوشا (التي يطلق عليها الأرمن لقب "تحرير شوشي")، لكن شوشا أصبحت تحت سيطرة أذربيجان في نوفمبر 2020.
تم حل الجمعية الوطنية عندما لم يعد لجمهورية آرتساخ وجود بعد أن استولت أذربيجان على ناغورنو كاراباخ بالكامل في سبتمبر 2023.
وفي أوائل مارس 2024، هدمت السلطات الأذربيجانية مبنى الجمعية الوطنية.